# Gilead (Nebraska)
Gilead è un comune degli Stati Uniti d'America, situato nello Stato del Nebraska, nella Contea di Thayer.

## Società

### Evoluzione demografica
Abitanti censitiAnno0306090120150180210191019301950197019902010Popolazione